# Jalke Klijnsma
Jalke Klijnsma (Oosterzee, 2 augustus 1912 – Beilen, 22 december 1984) was een Nederlands politicus van de CHU.
Hij werd in de gemeente Lemsterland geboren als zoon van Wiebe Klijnsma (1884-1952; smid) en Ytje van den Bos (1885-1962). Hij begon zijn ambtelijke carrière in 1930 als volontair bij de gemeentesecretarie van Sloten en werd daar later aangesteld als als ambtenaar ter secretarie. In 1936 ging hij als adjunct-commies werken bij de gemeente Lemsterland. Na daar gepromoveerd te zijn tot commies maakte hij in 1946 de overstap naar de gemeente Krommenie waar hij het bracht tot hoofdcommies. In 1953 keerde hij terug naar Friesland in verband met zijn benoeming tot gemeentesecretaris van Hemelumer Oldephaert en Noordwolde. Vanaf maart 1958 was Klijnsma de burgemeester van Sloten. In 1971 ging hij met ziekteverlof waarna het jaar erop ontslag volgde. Eind 1984 overleed Klijnsma op 72-jarige leeftijd.